# Benjamin Adrion
Benjamin Adrion (* 31. März 1981 in Stuttgart) ist ein ehemaliger deutscher Fußballspieler und Sozialunternehmer. Er ist Gründer von Viva con Agua und Träger des Bundesverdienstkreuzes.

## Fußballkarriere
Der Mittelfeldspieler Adrion begann in der Jugend beim VfB Neckarrems das Fußballspielen und wechselte über die SpVgg Unterhaching zur Jugend des VfB Stuttgart. Dort durchlief er alle Jugendmannschaften und absolvierte insgesamt fünf Länderspiele für die U15-U17 Nationalmannschaften des DFB. Mit der württembergischen Auswahl gewann Benjamin Adrion an der Seite von Kevin Kurányi den U-19-Länder-Pokal und wurde deutscher Meister.
In der Saison 2000/01 wurde Adrion in die Regionalligamannschaft des VfB berufen, für die er in zwei Spielzeiten 50 Einsätze bestritt und fünf Treffer erzielte.
Im Sommer 2002 rückte er in die erste Mannschaft des VfB auf, bestritt jedoch kein Pflichtspiel unter Felix Magath und wechselte nach einer Spielzeit im Sommer 2003 zum Regionalligisten Eintracht Braunschweig. Adrion absolvierte für die Niedersachsen in der Saison 2003/04 14 Spiele und erzielte einen Treffer.
Nach einer Spielzeit wechselte Adrion zum FC St. Pauli. Für den Kiezklub absolvierte Adrion insgesamt 52 Spiele und beendete 2007 endgültig seine Karriere.

## Viva con Agua
Im Januar 2005 reiste Benjamin Adrion mit dem FC St. Pauli für ein Trainingslager nach Kuba. Dort wurde der Grundstein für die Gründung des Vereins Viva con Agua gelegt. In Kooperation mit der Welthungerhilfe verwirklichte Adrion das erste Wasserprojekt der Initiative auf Kuba, an 153 Kindergärten wurden Trinkwasserspender aufgebaut.
Im Juli 2006 folgte die offizielle Gründung des Vereins Viva con Agua de Sankt Pauli e. V. in Hamburg, seither ist Adrion als Mitglied im Vorstand aktiv. 2009 wurde der erste internationale Ableger von Viva con Agua in der Schweiz offiziell als gemeinnütziger Verein gegründet, Adrion unterstützte die Organisation als ehrenamtlicher Vorstand in den ersten fünf Jahren.
2010 gründete Benjamin Adrion mit der Viva con Agua Wasser GmbH das erste Sozialunternehmen. Als Geschäftsführer der Organisation begleitete Adrion die Geschäfte vier Jahre lang. In der ebenfalls 2010 ins Leben gerufenen Viva con Agua Stiftung war Adrion von 2019 bis Mai 2024 Vorstandsvorsitzender.
Zudem begleitete Adrion in seiner Rolle als Vorstandsmitglied von Viva con Agua de Sankt Pauli e. V. 2011 die Gründung der Viva con Agua Arts gGmbH, die die Millerntor Gallery ausrichtet, sowie 2014 die Gründung der Goldeimer gGmbH, die Komposttoiletten und Toilettenpapier herstellt und Teile des Gewinns an die Welthungerhilfe spendet.

## Villa Viva
Seit Oktober 2018 ist Adrion Geschäftsführer der Villa Viva Holding. Das soziale Gasthaus von Viva con Agua und Heimathafenthotels wurde Ende 2023 in Hamburg eröffnet mit dem Ziel, durch den Betrieb und die Vermietung Mittel, Aufmerksamkeit und Unterstützerlnnen für Viva con Agua zu gewinnen. Viva con Agua hält die Mehrheit der Anteile an der Villa Viva Holding, obwohl die Organisation keine Spendengelder investiert hat.
Während der Planungsphase der Villa Viva Hamburg 2020 begleitete Adrion die Gründung der Organisation Viva con Agua South Africa in Kapstadt. Wenig später initiierte Adrion den Kauf eines alten Backpacker-Hostels in Kapstadt, welches renoviert und Ende 2021 als erste Villa Viva eröffnet wurde, noch bevor die Villa Viva Hamburg fertiggestellt war. Auch an der Villa Viva Capetown hält Viva con Agua die Mehrheit der Anteile, obwohl kein Spendencent investiert wurde. Wie auch in der Villa Viva Hamburg stammt das Eigenkapital von sozialen Investoren.

## Mediales Wirken
Im Jahr 2005 nutzte Adrion seinen Auftritt in der MTV-Serie Pimp My Fahrrad, um auf sein soziales Engagement aufmerksam zu machen. Seither wirbt er regelmäßig in Talkshows für die Trinkwasserinitiative Viva con Agua. Gemeinsam mit seinem Mannschaftskollegen Marcel Eger veröffentlichte Adrion 2006 die Hymne „Pokalfinale“ mit dazugehörigem Musikvideo, anlässlich der erfolgreichen DFB-Pokalsaison des FC St. Pauli. Am 10. November 2018 gewann Adrion zudem als Kandidat in der ARD-Quizshow Ich weiß alles! 100.000 Euro, die er seinem Hilfsprojekt zugutekommen ließ.
Als Co-Produzent veröffentlichte Adrion 2020 die musikalische Filmdokumentation über den Water Walk 2017, Road to Kampala. Die Dokumentation über die Spendenwanderung durch Ruanda und Uganda gewann verschiedene Preise auf Filmfestivals. Ebenfalls 2020 veröffentlichte Adrion für einige Zeit gemeinsam mit seinem Freund und Kollegen Michael Fritz den offiziellen Podcast seines Projektes Viva con Agua – Water is a human Right. Stattdessen begann er im Dezember den Podcast „football for future“, der mittlerweile eine zweite Staffel mit Laura Wontorra als Co-Host erhielt.
Im November 2023 wurde auf Pro7 die Dokumentation Das Milliardenspiel – Die verkaufte WM veröffentlicht, in der Adrion als Protagonist auftritt und mit FIFA-Funktionären, ehemaligen Nationalspielern sowie Nationaltrainern über die umstrittene Vergabe der WM nach Katar spricht.

## Privatleben
Benjamin Adrion hat drei Kinder. Sein Vater ist der ehemalige Fußballtrainer Rainer Adrion, der heute als Aufsichtsratsmitglied beim VfB Stuttgart aktiv ist.

## Auszeichnungen
- 2006: taz-Panter Jurypreis für herausragendes soziales Engagement[34]
- 2008 Utopia Award – Vorbilder[35]
- 2009: Bundesverdienstkreuz am Bande[36]
- 2011: Gala Spa Award – Special Prize[37]
- 2011: B.A.U.M.-Umweltpreis[38]
- 2015: Next Economy Award[39]
- 2023: Sonderpreis des Deutschen Gründerpreises[40]